# 布贡语
布贡语是阿鲁纳恰尔邦一种由布贡族使用的语言。在2011年有1700人。

## 系属分类
布贡语在Blench & Post (2013)中被划为舍朱奔语支语言，虽然Blench (2015)认为布贡语很可能和其他舍朱奔语支语言无关。

## 方言
Lieberherr & Bodt (2017)给出下列布贡语方言及其使用者人数。
- Dikhyang (100人)
- Singchung (680人)
- Wangho (220人)
- Bichom (630人)
- Kaspi (80人)
- Namphri (180人)

## 分布
布贡语分布在阿鲁纳恰尔邦西卡门县南部(Dondrup 1990:iv)下列村。总人口在1981年约有800人。括号里的名称来自《民族语》。
- Wanghoo (Wangho)
- Singchung
- Kaspi (New Kaspi)
- Lichini
- Ramo (Ramu)
- Namphri
- Chithu (Situ)
- Sachida (Sachita)
- Pani-Phu
- Ditching (Diching)
- Dikhiyang (Dikiang)
- Bicham (Bichom) (最近设立的村)

《民族语》还列了Mangopom村。这些村位于鲁帕河两岸的山上，散落在阿卡语村庄之间。